# ADBS
ADBSは、日本電気が開発販売するメインフレーム用のデータベース管理システムである。

## 概要
ADBS(Advanced Data Base System)は、日本電気のネットワーク型のデータベース管理システム(DBMS)であり、CODASYL標準に準拠しており、COBOLなどから使用できる。
同社のデータ管理システムであるVISの構成要素でもあり、同社のメインフレームであるACOSシリーズおよび、その専用OSであるACOS-4やACOS-2の上で稼働する。
なおDataAccess/Serverを使用すれば、ADBS上のデータをJDBCおよびAOD.NETインターフェースでアクセスすることもできる。
現在の代表的なユーザーには三井住友銀行（旧住友銀行で使用していたACOS-4）があると言われている。

## 競合製品
- IBMのIMS
- 富士通のAIM
- 日立製作所のXDM